# Walter Pfund

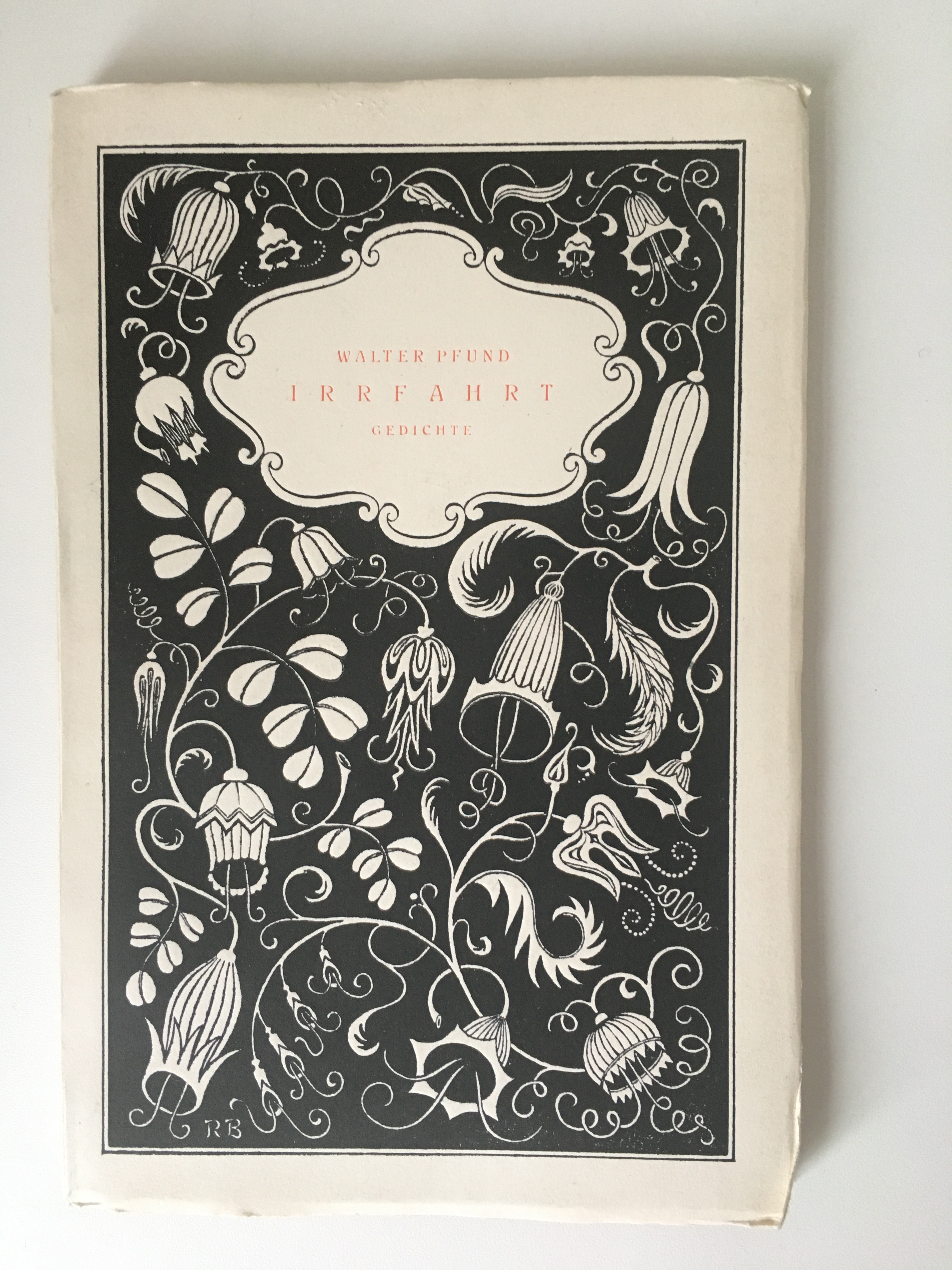
Irrfahrt, Walter Pfund: Gedichte. Cover der Erstausgabe von Rudolf Brettschneider. Wien 1922

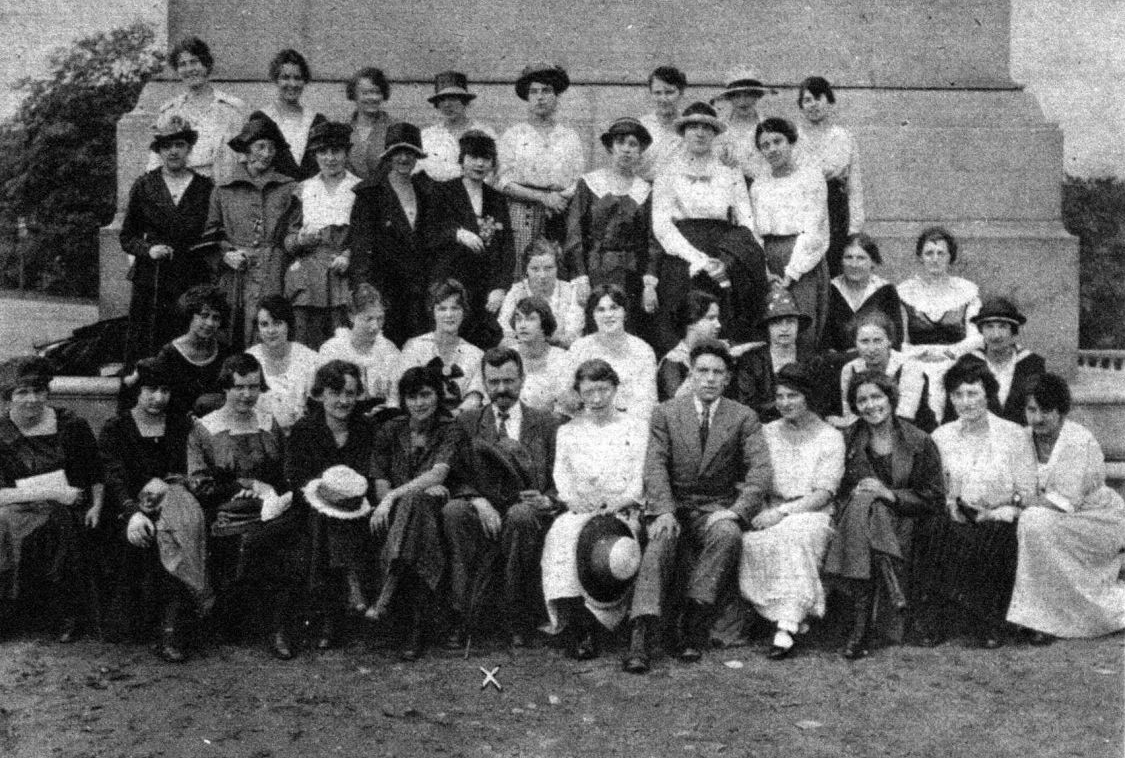
Wiener Musikakademikerinnen in Norwegen, mit Richard Stöhr (Mitte) und Walter Pfund, 1920

Walter Robert Pfund (geboren am 29. Juli 1895 in Lenk; gestorben am 15. Januar 1993 in Lausanne) war ein Schweizer Jurist, Diplomat und Lyriker.

## Leben
Pfund war der Sohn von Jean Paul Auguste Pfund und Jeanne Françoise Amélie geborene Valloton. Er studierte Jura und schloss das Studium 1921 in Bern mit dem Doktorat ab (Dissertationsthema: Von der unbestimmten Verurteilung).
Bereits 1920 war er als Sekretär beim Völkerbund in Genf tätig.  
Zwischen 1919 und 1923 hielt sich Pfund wiederholt mehrere Monate in Wien auf, wo er Studien an der damaligen Musikakademie im Instrumentalfach Oboe und unter anderem in Harmonielehre bei Richard Stöhr betrieb. Mit Stöhr, der Pfund sehr schätzte, verband ihn bald eine Freundschaft, sodass er diesen sogar auf eine Studienreise von Wiener Musikakademikerinnen nach Norwegen begleitete. Im Jahr 1921 machte Pfund bei einem Musikabend im Hause Stöhr die Bekanntschaft von Hedy Kempny, die ebenfalls bei Stöhr Vorlesungen besuchte. Kempny stellte ihn in der Folge Arthur Schnitzler vor. Bald danach machten Arthur Schnitzler, Hedy Kempny und Walter Pfund gemeinsame Restaurantbesuche oder lange gemeinsame Spaziergänge an der Peripherie Wiens, oder führte Schnitzler Pfund – den er in seinem Tagebuch als „recht netten Jungen“ bezeichnet – durch das historische Wien. 
Auf Hedy Kempnys Betreiben erschien 1922 Pfunds Gedichtband Irrfahrt im Wiener Verlag Eduard Strache, der damals als Wiege des österreichischen Expressionismus galt. Pfunds Lyrikband überzeugte zwar Bewunderer und Literaturkenner – so etwa vermerkte Schnitzler darüber in seinem Tagebuch „manches ist recht hübsch“ – dem aber kein weiterer folgen sollte. Stöhr, der ebenfalls Pfunds Lyrik schätzte – vertonte vier seiner Gedichte (Die Stadt am See, Pierronette, Morgenlauf, Am Sonnenberg), die in den späten 1920er Jahren mehrfach öffentlich aufgeführt wurden und auch in Sendungen der RAVAG zu hören waren.
Zurückgekehrt in die Schweiz in brieflichem Kontakt mit Schnitzler regte Pfund mehrfach eine Reise zu dritt mit Hedy Kempny nach Neapel oder nach Frankreich an, zu der sich Schnitzler aber letztlich nicht entschließen konnte.
In der Schweiz arbeitete Pfund später als Rechtsanwalt. Am 21. März 1934 heiratete er Edith Hélène Ramelet (1908–2004), die als Schriftstellerin und Lyrikerin unter dem Namen Anne Fontaine über die Grenzen der Schweiz hinaus bekannt wurde. Aus dieser Ehe stammt eine Tochter (Diane, geboren 1943).
Pfund war neben seiner Tätigkeit als Rechtsanwalt und in diversen Gremien auch belgischer Honorarkonsul und schließlich, bis zu seinem Tod, belgischer Honorargeneralkonsul.
Aus Anlass von Pfunds 125. Geburtstag wurden 2020/21 sieben Gedichte aus den Irrfahrten (Canzonetta, La Ville / Französische Fassung von Heinz P. Adamek, Rosennacht, Gebet, Tauwetter, Mondenstund, Helle Dinge) von  Akos Banlaky in Musik gesetzt (Opus 70).

## Werke

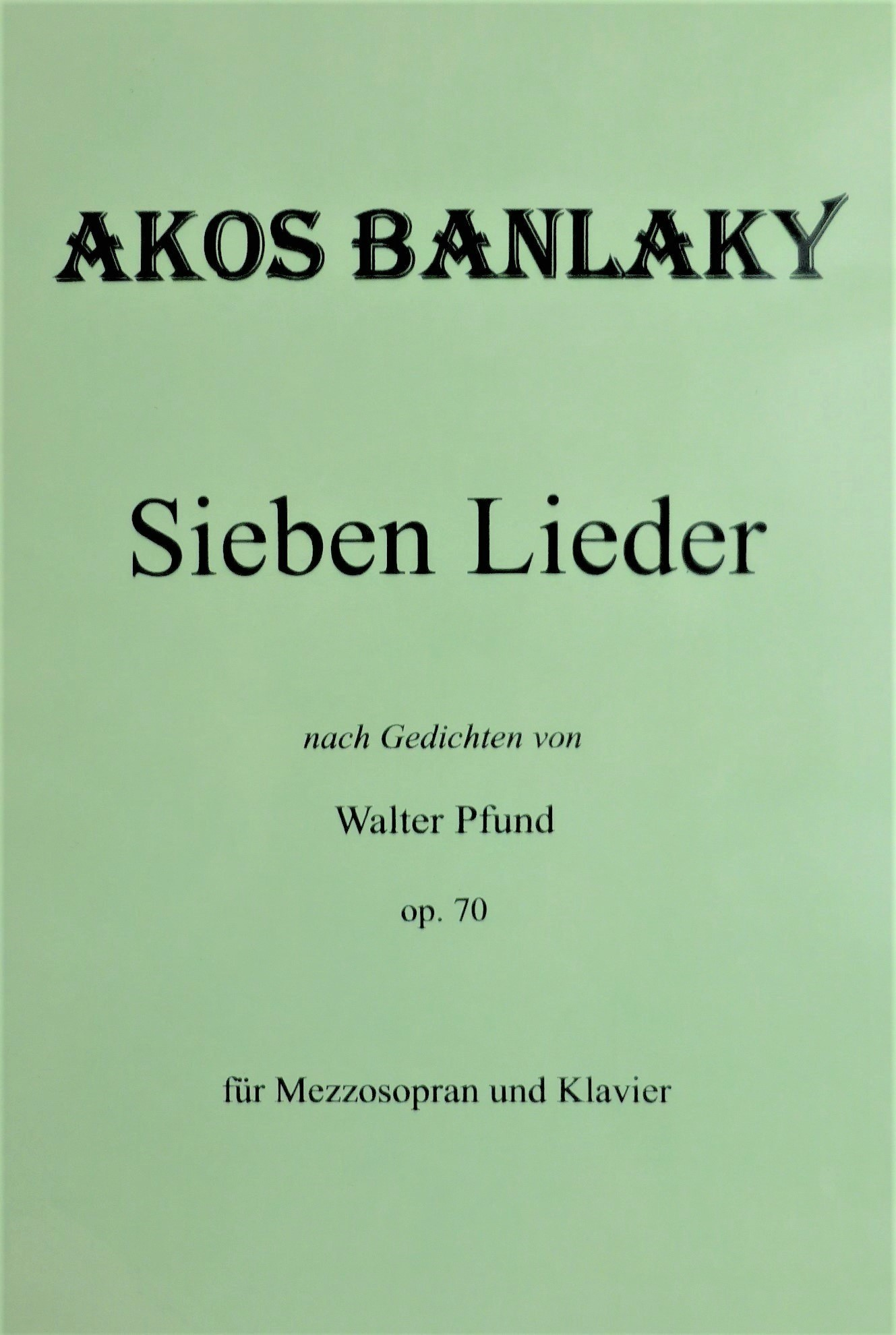
Akos Banlaky, Titelblatt zur Vertonung von sieben Gedichten von Walter Pfund, 2020/21

- Dr. Walter Pfund: Wiener Mädel im hohen Norden. In: Wiener Bilder, 24. Oktober 1920, S. 7, online.
- [Feuilleton über Wiener Musik], in: Der Bund, April 1921, vgl. Neues Wiener Journal, 19. April 1921, online.
- Walter Pfund: Irrfahrt. Gedichte. Wien, Prag, Leipzig: Ed. Strache 1922.
- Walter Robert Pfund: Das Steuerstrafrecht. Ein Beitrag zu seiner Fortbildung auf strafrechtlicher Grundlage. Verlag für Recht und Gesellschaft 1954
- Walter Robert Pfund: Das Steuerdelikt: seine Bedeutung, Erscheinung und Verfolgung. Verlag für Recht und Gesellschaft 1959